# Solweig Agathon-Ohlsson
Solweig Agathon-Ohlsson, född 1946, är en svensk barnboksförfattare, känd under pseudonymen Elisabeth Gathon.
Bland hennes verk märks Cirkus (1972), Per och Fia (1972), Puff (1972), Tittut (1972), Musen Milotta och det lilla guldhjärtat (1975), samt Nalla Blå som inte ville äta frukost (1975).